# Jonathan Hivert
Jonathan Hivert (født 23. marts 1985) er en fransk tidligere professionel cykelrytter, der senest kørte for B&B Hotels–KTM.